# Vinícius Teixeira
Vinícius Santos Teixeira, conhecido como Vini (Linhares, 3 de abril de 1988) é um jogador brasileiro de handebol que atua na função de pivô.

## Trajetória no esporte
Atualmente joga no Taubaté e serve pivô a Seleção Brasileira de Handebol Masculino.
Em 2007, então com 19 anos, participou do Campeonato Mundial Juvenil, no Bahrein. Em 2008 foi campeão pan-americano de clubes pela Metodista, clube paulista pelo qual jogava. Em 2009 participou do Mundial no Egito, dessa vez já na categoria júnior. E, em 2011,  participou do Mundial da Suécia.
Integrou a delegação nacional que conquistou a medalha de prata nos Jogos Pan-Americanos de 2011 em Guadalajara, no México além de também ter ajudado o Brasil a conquistar o inédito 13º lugar no Campeonato Mundial de Handebol de 2013.
Vinícius Teixeira foi um dos 15 atletas convocados para formar a seleção que foi aos Jogos Olímpicos de Verão de 2016 no Rio de Janeiro, na condição de reserva.